# 2-я Крылатская улица
Втора́я Крыла́тская у́лица (до 1966 года — Шко́льная у́лица либо до 1996 года — Втора́я и Тре́тья Крыла́тские у́лицы, с 1960 года до 1966 года — Колхо́зная у́лица) — улица в Западном административном округе города Москвы на территории района Кунцево.

## История
Улица получила современное название как одна из семи номерных Крылатских улиц (большинство из них было упразднено при застройке района во время подготовки к Олимпиаде-80), названных по старинному селу Крылатское, известного по документам как Крилатьское (1417 год), Крылатско (1454 год), Крылецкое (1572 год), Крылацкое (XVIII век), мотивация названия не установлена. Предлагаемая связь со словом «крыло» сомнительна; возможно, название образовано от древнерусского глагола «крити», «кринути» — «купить», то есть село было новым владельцем у кого-то куплено, а не пожаловано или вновь основано. До 1966 года называлась Шко́льная у́лица. По другим данным улица была образована в 1960 году и получила название Колхо́зная у́лица, в 1966 году из неё были образованы Втора́я и Тре́тья Крыла́тские у́лицы, в 1996 году улицы были объединены, и объединённая улица получила современное название.

## Расположение
2-я Крылатская улица проходит от Рублёвского шоссе на северо-восток параллельно Крылатской улице до 1-й Крылатской улицы. По 2-й Крылатской улице не числится домовладений.

## Транспорт

### Наземный транспорт
По 2-й Крылатской улице не проходят маршруты наземного общественного транспорта. У юго-западного конца улицы, на Рублёвском шоссе, расположены остановка «Рублёвское шоссе, д. 24» автобусов № 688, 733, 733к, остановка «Рублёвское шоссе, д. 99» автобуса № 135, западнее улицы, на улице Крылатские Холмы, — остановка «Улица Крылатские Холмы» автобуса № 229, остановка «Диагностический центр» автобуса № 829.

### Метро
- Станция метро «Молодёжная» Арбатско-Покровской линии — юго-западнее улицы, на пересечении Ельнинской и Ярцевской улиц.